# Pearl (Illinois)
Pearl é uma vila localizada no estado americano de Illinois, no Condado de Pike.

## Demografia
Segundo o censo americano de 2000, a sua população era de 187 habitantes.
Em 2006, foi estimada uma população de 177, um decréscimo de 10 (-5.3%).

## Geografia
De acordo com o United States Census Bureau tem uma área de
4,1 km², dos quais 3,9 km² cobertos por terra e 0,2 km² cobertos por água.

## Localidades na vizinhança
O diagrama seguinte representa as localidades num raio de 16 km ao redor de Pearl.